# Factor invariant
Els factors invariants d'un mòdul sobre un anell principal apareixen en una de les formes del teorema d'estructura dels mòduls finitament generats sobre un anell principal.
Si {\displaystyle A} és un anell principal i {\displaystyle M} és un {\displaystyle A}-mòdul finitament generat, llavors
{\displaystyle M\cong A^{r}\oplus A/(a_{1})\oplus A/(a_{2})\oplus \cdots \oplus A/(a_{m})}
per alguns {\displaystyle r\in \mathbb {Z} _{0}^{+}} i elements no-nuls {\displaystyle a_{1},\ldots ,a_{m}\in A} tals que {\displaystyle a_{1}\mid a_{2}\mid \cdots \mid a_{m}}. L'enter no negatiu {\displaystyle r} s'anomena el rang lliure o nombre de Betti del mòdul {\displaystyle M}, mentre que els {\displaystyle a_{1},\ldots ,a_{m}} són els factors invariants de {\displaystyle M}, que són únics llevat d'unitats.
Els factors invariants d'una matriu sobre un anell principal apareixen en la forma normal de Smith i proporcionen un mètode per calcular l'estructura d'un mòdul a partir d'un conjunt de generadors i les seves relacions.